# Avitta alternans
Avitta alternans är en fjärilsart som beskrevs av W. Warren 1903. Avitta alternans ingår i släktet Avitta och familjen nattflyn. Inga underarter finns listade i Catalogue of Life.